# Rosa dos ventos (meteorologia)

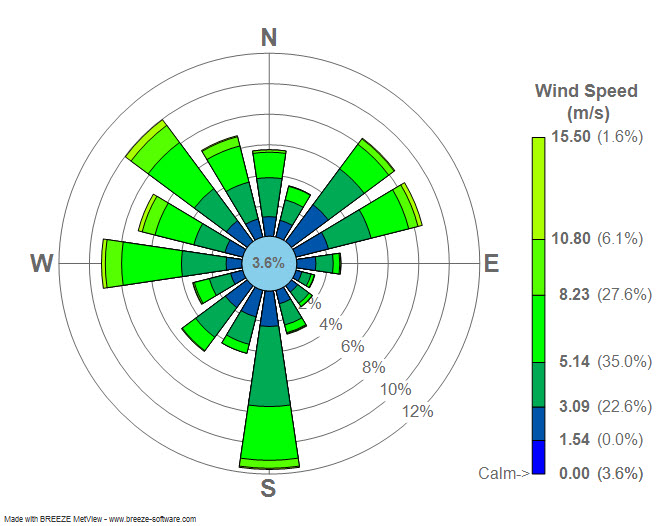
Rosa dos ventos meteorológica para o Aeroporto de LaGuardia em Nova Iorque.

No contexto de meteorologia, uma rosa dos ventos é uma ferramenta gráfica usada para oferecer uma representação sucinta de como a velocidade e direção do vento são geralmente distribuídas em determinado local. Em termos históricos, as rosas dos ventos são antecessores das rosas dos ventos encontradas em mapas, já que não havia diferenciação entre os pontos cardeais e o vento que soprava dessa direção. Sobre um sistema de coordenadas polares é representada a frequência dos ventos ao longo de determinado intervalo de tempo em cada direção.